# Centre Madeleine-Daniélou
Pour les articles homonymes, voir CMD.
Le centre Madeleine-Daniélou (CMD) est un établissement scolaire, situé à Rueil-Malmaison, prenant la suite, en 1970, du collège Sainte-Marie de Passy à Paris.
L'établissement rassemble un collège, un lycée ainsi que deux filières de classes préparatoires (ECG et khâgne LSH) qui font partie des mieux classées du point de vue de la réussite de leurs élèves aux concours des grandes écoles.

## Historique
Fondé en 1911 par Madeleine Daniélou, le collège Sainte-Marie de Passy a changé de nom à l’occasion de son installation à Rueil-Malmaison (Hauts de Seine) en 1970 ; il prend alors le nom de « centre Madeleine-Daniélou ».
Historiquement destiné à l'éducation des jeunes filles, l'établissement comporte toujours aujourd'hui un collège non mixte, tandis que le lycée accueille également des garçons à partir de la rentrée 2024.

## Projet éducatif et culture bourgeoise
La sociologue Béatrix Le Wita publie en 1988 un travail sociologique fondé sur des entretiens avec une promotion d'anciennes élèves de la promotion 1973, ayant débuté leur scolarité à Sainte-Marie de Passy et l'ayant terminée dans le nouvel établissement de Rueil-Malmaison. 

Celle-ci décrit le projet éducatif de l'établissement au prisme de la transmission d'une culture bourgeoise, projet éducatif paradoxalement pris entre ouverture et enfermement, l'équipe éducative incitant fortement d'un côté les jeunes filles à s'engager dans des activités caritatives bénévoles au service des plus démunis ou des personnes handicapés, l'établissement concentrant de l'autre des jeunes filles des classes supérieures, voire de la bourgeoisie et de l'aristocratie. Le paradoxe trouve une explication dans cette ambivalence :
cette ouverture à l’autre n’est pas une ouverture sur le monde social. On apprend à des enfants privilégiés à être sensibilisés aux malheurs des autres. Cela demeure un rapport personnel : un individu en prise avec un autre individu. Cette expérience à l’autre faite d’actes bénévoles et généreux permet à ces jeunes femmes de ne pas penser « l’inégalité sociale » en termes de conflits. L’inégalité fera partie des données du réel (tout comme la diversité des dons contenus en chaque être). Chacun peut, à son échelle, remédier aux malheurs humains. [...] Ces jeunes filles peuvent dire tout à la fois que Sainte Marie n’ouvre pas sur le monde extérieur et que Sainte Marie permet une ouverture sur les autres.

Le Wita situe également le projet d'éducation globale qui caractérisation la pédagogie de la communauté et de l'établissement comme répondant aux attentes des familles aisées et aux valeurs de la culture bourgeoise, malgré la volonté de ne pas être « les éducatrices des seules classes aisées » :
C’est une imprégnation permanente qui structure la personne : connaissance de soi visant à la maîtrise de ses pulsions ; apprentissage de la rigueur et de la modestie ; lutte contre l’épate ; sentiment d’appartenance « à une classe » disparaissant sous le concept de générosité. Car l’ouverture à l’autre crée cette illusion profonde et ambiguë que « toute personne » peut acquérir ces valeurs pourvu qu’elle en ait « le talent ».

## Description
L'établissement fait partie d'un réseau d'une douzaine d'établissements scolaires, en France et à l'étranger, qui s'inscrit dans une lignée pédagogique et spirituelle lancée par Madeleine Daniélou en 1911. Il est géré par la communauté apostolique Saint-François-Xavier.
Le centre Madeleine-Daniélou (CMD) est un établissement privé sous contrat d’association avec l'État. Il accueille les filles de la 6e à la 3e terminale, filles et garçons au lycée, ainsi que des classes préparatoires mixtes en filière ECG et LSH. Il est « particulièrement réputé pour sa prépa ECG ».
L'établissement présente l'indice de position sociale le plus élevé parmi les collèges des Hauts-de-Seine.

## Quelques anciens élèves et enseignants de Sainte-Marie de Passy puis du Centre Madeleine-Daniélou

### Anciennes élèves
- Anne Wiazemsky (1947-2017), écrivaine, comédienne et réalisatrice.
- Anne Brassié (1949), biographe, critique littéraire et animatrice de radio et de télévision.
- Caroline Pigozzi (1952), journaliste et écrivaine.
- Nathalie Kosciusko-Morizet, femme politique.

### Enseignants
- Odile de Vasselot (1922-2025), résistante, directrice de l'établissement, membre de la communauté apostolique Saint-François-Xavier.
- Éric de Rus, professeur de philosophie (2007-2021).

## Résultats aux examens et concours nationaux

### Résultats au baccalauréat
En 2025, 100 % des élèves de Daniélou obtiennent le baccalauréat et 99 % obtiennent une mention.
Compte tenu de l'origine sociale des élèves et de leurs résultats antérieurs à leur entrée au lycée (diplôme national du brevet), le taux attendu en 2023 de réussite au baccalauréat  était de 100 % et le taux attendu de mention de 98 %.

### Résultats des CPGE
La filière économique présente un des taux de réussite les plus élevés aux concours des écoles de commerce, avec 71 % de ses élèves qui intègrent l'une des trois écoles les plus prestigieuses.
La classe préparatoire littéraire (LSH) en 2023 présente le 6e taux d'intégration des ENS le plus élevé, et se distingue surtout par le taux d'intégration très élevé de ses élèves dans les cinq écoles de commerce les plus prestigieuses.

## Équipements sportifs
Le centre possède plusieurs terrains de handball, de volley-ball, de basket, une piste d'athlétisme et un gymnase.

## Pour approfondir